# Hidetoshi Nishijima
Hidetoshi Nishijima (jap. 西島秀俊 Nishijima Hidetoshi; ur. 29 marca 1971 w Hachiōji, w Japonii) – japoński aktor. 
W 2009 r. nagrodzony za najlepszą rolę drugoplanową na Festiwalu Filmowym w Jokohamie za rolę Shin'ichiego Kanedy w filmie Kyūka.